# Cephalocyclus cartagoensis
Cephalocyclus cartagoensis är en skalbaggsart som beskrevs av Dellacasa, Dellacasa och Gordon 2007. Cephalocyclus cartagoensis ingår i släktet Cephalocyclus och familjen Aphodiidae. Inga underarter finns listade.